# Xã Tacoma, Quận Bottineau, Bắc Dakota
Xã Tacoma (tiếng Anh: Tacoma Township) là một xã thuộc quận Bottineau, tiểu bang Bắc Dakota, Hoa Kỳ. Năm 2010, dân số của xã này là 61 người.